# Hans Lyklema
Johannes (Hans) Lyklema (Apeldoorn, 23 november 1930 – 31 oktober 2017) was een Nederlands scheikundige, en hoogleraar fysische en colloïdchemie aan de Universiteit van Wageningen van 1962 tot 1995. Hans Lyklema is tot zijn dood in 2017 verbonden gebleven aan de universiteit bij de vakgroep Physical Chemistry and Soft Matter.

## Biografie
Lyklema studeerde aan de HBS te Arnhem, en begon in 1948 aan een studie chemie en natuurkunde aan de Universiteit van Utrecht. Op 1 juli 1957 promoveerde hij bij Prof. J.Th.G. Overbeek aan de faculteit wiskunde en natuurwetenschappen met het proefschrift 'Adsorptie van tegenionen'. Na zijn militaire dienst trad in 1958 hij in dienst bij de Universiteit van Utrecht als wetenschappelijk medewerker. In 1961 en 1962 was Lyklema bezoekend Associate Professor aan de University of Southern California. In 1963 werd Lyklema aangesteld als hoogleraar fysische en colloïdchemie aan de Landbouwhogeschool te Wageningen (het latere Wageningen University & Research). Lyklema bleef hoogleraar tot 1995, toen hij op 65-jarige leeftijd met Emeritaat ging.
Daarnaast heeft Lyklema verscheidene gast hoogleraarschappen vervuld. In 1971 en 1972 was hij Visiting Professor aan de Universiteit van Bristol, in 1976 Visiting Professor aan de Australian National University, in 1988 Visiting Professor in Tokyo University of Science, en van 1996 tot 2004 Visiting Professor aan de Universiteit van Florida.

### Onderscheidingen
- 1963: Nightingale Award for Medical Electronics
- 1986: Golden Medal van het Center for Marine Research 'Ruđer Bosković', Zagreb, Joegoslavië
- 1988: Honorair doctoraat Agronomie, Université Catholique, Louvain-la-Neuve, België
- 1990: Speciale uitgave van 'Colloids and Surfaces' ter gelegenheid van zijn 60e verjaardag
- 1991: Ridder in de orde van de Nederlandse leeuw
- 1995: Koninklijke Shell Prijs
- 1995: Thomas Graham prijs van het Duitse Kolloid-Gesellschaft
- 1997: Honorair doctoraat Technical Sciences, Kungliga Tekniska högskolan, Stockholm, Zweden
- 2007: Honorair doctoraat Universiteit van Granada, Spanje
- 2009: Erelid International Association of Colloid and interface Scientists (IACIS)
- 2011: Erelid European Colloid and Interface Society (ECIS)
- 2015: Erelid Royal Society of Chemistry

### Boeken
- Grensvlakscheikunde[6]
- Fundamentals of Interface and Colloid Science[7] - vijfdelig standaardwerk over colloïdchemie gepubliceerd tussen 1991 en 2005.
- Wakker worden in de oorlog: een (on)gewone jongenstijd[8] - over Lyklema's jeugd tijdens de oorlog.